# Bolesław Szudejko
Bolesław Szudejko (ur. 29 października 1938 w Łomazach) – polski lekarz i samorządowiec, senator II kadencji.

## Życiorys
W 1963 ukończył studia na Wydziale Lekarskim Akademii Medycznej w Lublinie, po których rozpoczął pracę w Szpitalu Miejskim w Lesznie. Uzyskał specjalizację drugiego stopnia w zakresie chirurgii urazowo-ortopedycznej. W 1974 zorganizował oddział urazowo-ortopedyczny, następnie do 2003 zajmował stanowisko jego ordynatora. Zajął się również prowadzeniem prywatnej praktyki lekarskiej.
W 1991 należał do założycieli Unii Demokratycznej. W tym samym roku z jej list uzyskał mandat senatora II kadencji w województwie leszczyńskim. Należał następnie (do 2001) do Unii Wolności. Od 1994 do 2002 przez dwie kadencje zasiadał w radzie miejskiej w Lesznie, kierując w niej komisją zdrowia. Później wycofał się z działalności politycznej. W 1993 założył Leszczyński Klub Myśli Obywatelskiej.
Odznaczony m.in. Złotym Krzyżem Zasługi, wyróżniony tytułem „Zasłużony dla Miasta Leszno”.